# Grande Prêmio da Itália de 1961
Resultados do Grande Prêmio da Itália de Fórmula 1 realizado em Monza em 10 de setembro de 1961. Sétima etapa do campeonato, foi marcado pelo brutal acidente que vitimou o alemão Wolfgang von Trips, cuja morte ofuscou a vitória e o título mundial conquistado por Phil Hill, seu companheiro de equipe.

## Resumo
Estreia do piloto mexicano Ricardo Rodríguez, também piloto da Ferrari.

## Classificação da prova
| Pos. | Nº | Piloto                  | Construtor           | Voltas | Tempo/Diferença        | Grid | Pontos |
| ---- | -- | ----------------------- | -------------------- | ------ | ---------------------- | ---- | ------ |
| 1    | 2  | Phil Hill               | Ferrari              | 43     | 2:03:13.0              | 4    | 9      |
| 2    | 46 | Dan Gurney              | Porsche              | 43     | + 31.2                 | 12   | 6      |
| 3    | 12 | Bruce McLaren           | Cooper-Climax        | 43     | + 2:28.4               | 14   | 4      |
| 4    | 60 | Jackie Lewis            | Cooper-Climax        | 43     | + 2:40.4               | 16   | 3      |
| 5    | 26 | Tony Brooks             | BRM-Climax           | 43     | + 2:40.5               | 13   | 2      |
| 6    | 40 | Roy Salvadori           | Cooper-Climax        | 42     | + 1 volta              | 18   | 1      |
| 7    | 74 | Carel Godin de Beaufort | Porsche              | 41     | + 2 voltas             | 15   |        |
| 8    | 62 | Lorenzo Bandini         | Cooper-Maserati      | 41     | + 2 voltas             | 21   |        |
| 9    | 48 | Maurice Trintignant     | Cooper-Maserati      | 41     | + 2 voltas             | 22   |        |
| 10   | 16 | Tim Parnell             | Lotus-Climax         | 40     | + 3 voltas             | 27   |        |
| 11   | 20 | Henry Taylor            | Lotus-Climax         | 39     | + 4 voltas             | 23   |        |
| 12   | 58 | Renato Pirocchi         | Cooper-Maserati      | 38     | + 5 voltas             | 29   |        |
| Ret  | 28 | Stirling Moss           | Lotus-Climax         | 36     | Rolamento da roda      | 11   |        |
| Ret  | 6  | Richie Ginther          | Ferrari              | 23     | Motor                  | 3    |        |
| Ret  | 72 | Gaetano Starrabba       | Lotus-Maserati       | 19     | Motor                  | 30   |        |
| Ret  | 44 | Jo Bonnier              | Porsche              | 14     | Suspensão              | 8    |        |
| Ret  | 8  | Ricardo Rodríguez       | Ferrari              | 13     | Sistema de combustível | 2    |        |
| Ret  | 32 | Giancarlo Baghetti      | Ferrari              | 13     | Motor                  | 6    |        |
| Ret  | 50 | Nino Vaccarella         | De Tomaso-Alfa Romeo | 13     | Motor                  | 20   |        |
| Ret  | 22 | Masten Gregory          | Lotus-Climax         | 11     | Suspensão              | 17   |        |
| Ret  | 24 | Graham Hill             | BRM-Climax           | 10     | Motor                  | 5    |        |
| Ret  | 10 | Jack Brabham            | Cooper-Climax        | 8      | Superaquecimento       | 10   |        |
| Ret  | 14 | Brian Naylor            | JBW-Climax           | 6      | Motor                  | 31   |        |
| Ret  | 38 | Innes Ireland           | Lotus-Climax         | 5      | Chassis                | 9    |        |
| Ret  | 30 | Jack Fairman            | Cooper-Climax        | 5      | Motor                  | 26   |        |
| Ret  | 42 | John Surtees            | Cooper-Climax        | 2      | Acidente               | 19   |        |
| FAT  | 4  | Wolfgang von Trips      | Ferrari              | 1      | Acidente fatal         | 1    |        |
| Ret  | 36 | Jim Clark               | Lotus-Climax         | 1      | Acidente               | 7    |        |
| Ret  | 54 | Roberto Bussinello      | De Tomaso-Alfa Romeo | 1      | Motor                  | 24   |        |
| Ret  | 56 | Wolfgang Seidel         | Lotus-Climax         | 1      | Motor                  | 28   |        |
| Ret  | 52 | Roberto Lippi           | De Tomaso-Osca       | 1      | Motor                  | 32   |        |
| Ret  | 18 | Gerry Ashmore           | Lotus-Climax         | 0      | Acidente               | 25   |        |
| DNQ  | 68 | André Pilette           | Emeryson-Maserati    |        |                        |      |        |

## Tabela do campeonato após a corrida
|   | Pos. | Piloto             | Pontos |
| - | ---- | ------------------ | ------ |
| 1 | 1    | Phil Hill          | 34     |
| 1 | 2    | Wolfgang von Trips | 33     |
|   | 3    | Stirling Moss      | 21     |
|   | 4    | Richie Ginther     | 16     |
| 2 | 5    | Dan Gurney         | 15     |

|  | Pos. | Construtor    | Pontos  |
|  | ---- | ------------- | ------- |
|  | 1    | Ferrari       | 40 (52) |
|  | 2    | Lotus-Climax  | 24      |
|  | 3    | Porsche       | 17      |
|  | 4    | Cooper-Climax | 13 (15) |
|  | 5    | BRM-Climax    | 3       |

- Nota: Somente as primeiras cinco posições estão listadas. Em 1961 apenas os cinco melhores resultados, dentre pilotos ou equipes, eram computados visando o título. Neste ponto esclarecemos: conforme o site oficial da Fórmula 1, o vencedor dentre os pilotos recebia nove pontos, mas na seara dos construtores tal escore era de oito pontos e na tabela figurava somente o melhor colocado dentre os carros de um time.